# Protomeryx halli
Il protomerice (Protomeryx halli) è un mammifero artiodattilo estinto, appartenente ai camelidi. Visse nell'Oligocene superiore (circa 27 - 25 milioni di anni fa) e i suoi resti fossili sono stati ritrovati in Nordamerica.

## Descrizione
Questo animale doveva assomigliare vagamente a un piccolo lama. Era molto simile a un camelide più antico, Poebrotherium, dal quale si distingueva per la taglia più grande (Protomeryx doveva essere lungo all'incirca un metro e mezzo) e per alcuni particolari anatomici. Protomeryx, ad esempio, era dotato di canini superiori allungati e ricurvi, dal margine tagliente. Il muso di questo animale era allungato, ed erano presenti alcuni diastemi che separavano i vari premolari e i canini l'uno dall'altro. Il condilo mandibolare possedeva una forma più sferica rispetto a quello di Poebrotherium. La forma dei metapodi e delle falangi indica chiaramente che Protomeryx era un animale digitigrado.

## Classificazione
Protomeryx halli venne descritto per la prima volta da Joseph Leidy nel 1856. Da alcuni studiosi è considerato un nomen dubium, ma sembra ragionevole includere Protomeryx nella radiazione evolutiva che ha portato all'origine della sottofamiglia Camelinae, comprendente tutti i camelidi attuali e i loro antenati.